# Kilpijärvi (sjö i Södra Savolax)
Kilpijärvi är en sjö i Finland. Den ligger i kommunen S:t Michel i landskapet Södra Savolax, i den södra delen av landet, 190 km nordost om huvudstaden Helsingfors. Kilpijärvi ligger 76,7 meter över havet. I omgivningarna runt Kilpijärvi växer i huvudsak barrskog. Arean är 1,48 kvadratkilometer och strandlinjen är 7,8 kilometer lång. Sjön  ingår i Vuoksens huvudavrinningsområde. 